# Lingua aleutina
La lingua aleutina (nome nativo Unangam Tunuu; in inglese Aleut language; in russo алеутский язык?, aleutskij jazyk) è una lingua appartenente alla famiglia linguistica eschimo-aleutina parlata negli Stati Uniti d'America, nello stato dell'Alaska, e in Russia, nel Territorio della Kamčatka.

## Distribuzione geografica
Si tratta della lingua del popolo aleutino (Unangax̂) che popola le Isole Aleutine, le isole Pribilof e le Isole del Commodoro.  Nel 2020 i parlanti aleutini erano all'incirca 1,014.

## Dialetti
Le principali varietà dialettali sono l'aleutino orientale, l'atkan e l'attuan.
Tra i dialetti del gruppo orientale meritano una speciale menzione l'unalaska, il belkofski, l'akutan, il pribilof, il kashega e il nikolski.  Il dialetto delle Pribilof è quello che conta il maggior numero di parlanti viventi.
Il gruppo atkan comprende i dialetti di Atka e dell'Isola di Bering.
L'attuan, oggi estinto, era un dialetto distinto che presentava elementi di transizione tra l'atkan e l'aleutino orientale. L'aleutino di Mednyj è una lingua creola tra attuan e russo, dovuto agli insediamenti russi presenti sull'Isola del Rame (in russo Медный, Medny o Mednyj). Per ironia della sorte, l'attuale aleutino dell'isola di Mednyj è parlato unicamente sull'isola di Bering, su cui gli abitanti dell'isola di Mednyj furono evacuati nel 1969.
Tutti i dialetti presentano influenze lessicali dal russo; l'aleutino dell'isola di Mednyj ha anche adottato molte parole con terminazioni russe.

## Fonologia

### Consonanti
I fonemi consonantici dei vari dialetti aleutini sono riportati nella tabella sotto. La prima riga di ogni cella indica la rappresentazione in Alfabeto fonetico internazionale del fonema in questione; la seconda riga indica la trascrizione del fonema secondo l'ortografia aleutina. Le forme ortografiche in corsivo rappresentano prestiti fonetici dal russo o dall'inglese, mentre le forme ortografiche in grassetto rappresentano i fonemi nativi aleutini. Si tenga presente che alcuni fonemi sono limitati ad alcune varietà dialettali dell'aleutino.
|               | Labiale | Labiale | Dentale | Dentale | Alveolare | Palatale | Palatale | Velare  | Velare | Uvulare | Uvulare | Glottale |
| ------------- | ------- | ------- | ------- | ------- | --------- | -------- | -------- | ------- | ------ | ------- | ------- | -------- |
| Occlusiva     | /p/ p   | /b/ b   | /t/ t   | /d/ d   | /t̺͡s̺/ tʳ*  | /tʃ/ ch  |          | /k/ k   | /ɡ/ g  | /q/ q   |         |          |
| Fricativa     | /f/ f   | /v/ v*  | /θ/ hd† | /ð/ d   |           | /s/ s    | /z/ z‡   | /x/ x   | /ɣ/ g  | /χ/ x̂   | /ʁ/ ĝ   |          |
| Nasale        | /m̥/ hm  | /m/ m   | /n̥/ hn  | /n/ n   |           |          |          | /ŋ̥/ hng | /ŋ/ ng |         |         |          |
| Laterale      |         |         | /ɬ/ hl  | /l/ l   |           |          |          |         |        |         |         |          |
| Approssimante | /ʍ/ hw  | /w/ w   |         |         | /ɹ/,/ɾ/ r | /ç/ hy   | /j/ y    |         |        |         |         | /h/ h    |

* Riscontrato soltanto nella varietà dell'isola di Attu (/v/)
† Riscontrato soltanto in Aleutino orientale
‡ Riscontrato soltanto in Atkan e in alcuni prestiti
Taff et al. (2001, p. 234) riportano che il moderno aleutino orientale ha perduto molte distinzioni sonore tra nasali, sibilanti e approssimanti.